# Чеккарелли, Наддо

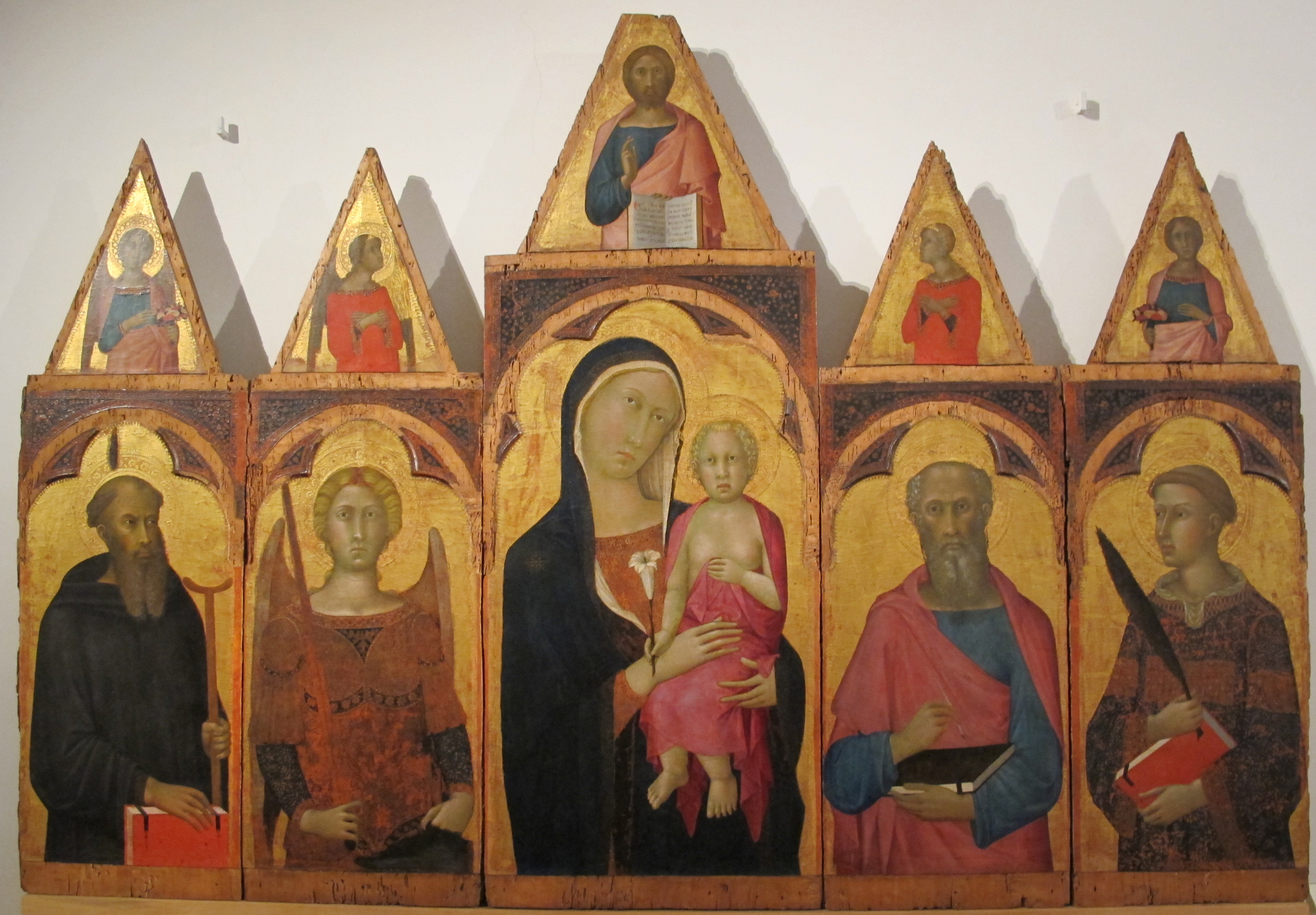
Мадонна с Младенцем и святыми. Ок. 1350. Дерево, темпера, золочение. Пинакотека, Сиена

Наддо Чеккарелли (итал. Naddo Ceccarelli) — живописец итальянского проторенессанса сиенской школы. Работал приблизительно в 1330—1360 годах.

## Биография
О жизни и творчестве Наддо Чеккарелли известно очень мало. Не сохранилось ни одного архивного документа, в котором бы упоминалось его имя. Существуют всего две картины с его подписью — это «Мадонна с Младенцем» (1347, частное собрание) и «Муж скорбей» (ок.1347, Музей Лихтенштайн, Вена). Из подписи на венской картине следует, что художник по происхождению сиенец (Naddus Cecch[arelli] de senis me pinx[it]). «Мадонна с Младенцем» (1347, частное собрание) написана за год до страшной эпидемии чумы, или как её называли «черной смерти», которая распространилась не только в Сиене, но по всей Европе, и надолго парализовала жизнь в Сиенской республике. Однако, судя по всему, Наддо Чеккарелли пережил эти страшные времена, потому что самая крупная из сохранившихся его работ — полиптих «Мадонна с Младенцем и святыми» (Сиенская пинакотека) датируется приблизительно 1350 годом. Это единственное крупное произведение художника, остальные приписываемые ему произведения имеют скромный размер, и выполнялись, вероятно, по частным заказам. На полиптихе Наддо изобразил Мадонну с Младенцем, святых Антония-аббата, архангела Михаила, Иоанна Богослова и Стефана. По всей вероятности, полиптих был создан для алтаря Святого Антония в церкви Оспедале Санта-Мария делла Скала. Пределла алтаря хранится в музее Принстонского университета.
Стиль письма художника свидетельствует, что он был непосредственным последователем Симоне Мартини. В его произведениях не видно влияний братьев Амброджо или Пьетро Лоренцетти или Джотто, в связи с чем большинство исследователей убеждено, что он мог работать в мастерской Симоне Мартини или Липпо Мемми. Некоторые специалисты считают, что в 1336 году Чеккарелли сопровождал Симоне Мартини в поездке к папскому двору в Авиньон, а после его смерти вернулся в Сиену. Однако эта гипотеза не имеет документального подтверждения. В архивных документах, относящихся к этому периоду, были обнаружены имена ещё двух художников с фамилией Чеккарелли, но вряд ли их можно ассоциировать с Наддо. В первом случае это Францискус Чеккарелли, встречающийся в документах Перуджи в 1366—1368 годов, во втором — Петрус Чеккарелли, который, по всей вероятности, был братом Наддо, написал триптих для церкви кармелитов в Авиньоне, что послужило поводом гипотезы о поездке Наддо Чеккарелли в Авиньон.
Кроме двух подписанных произведений Наддо приписывают три небольших «Распятия» (Бостон, Музей изящных искусств, галерея Уолтерса, Балтимор, и Музей Фицуильяма, Кембридж), маленький «Диптих» (Сиенская пинакотека), на одной части которого изображено «Распятие с тремя Мариями» а на другой «Мадонна с Младенцем на троне со святыми Екатериной Александрийской и Иоанном Крестителем», диптих «Поклонение волхвов/Благовещение» (Музей искусства, Тур), небольшой триптих «Мадонна с Младенцем и святыми/Благовещение» (Музей Крайслера). Другие его работы находятся в музеях и коллекциях Будапешта, Дрездена, Флоренции, Сиены, Балтимора и Оксфорда. В основном это небольшие произведения, как, например, табернакль с изображением «Мадонны и Младенца» из музея Уолтерса, Балтимор (ок. 1350, 62 х 43,5 х 9,4 см). В силу того, что дата есть только на одном произведении Чеккарелли (1347), выстроить какую-либо стройную хронологию работ мастера не представляется возможным. Поэтому датировка атрибутированных ему произведений весьма условна.

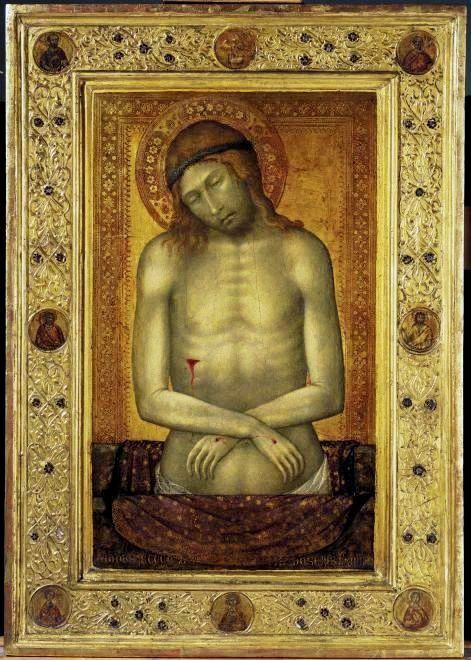
Муж скорбей. Ок. 1347. Коллекция Лихтенштейнов, Вена
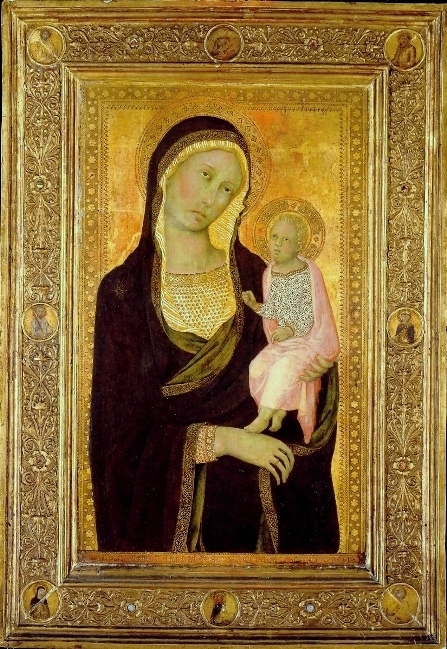
Мадонна с Младенцем. 1347. Частное собрание
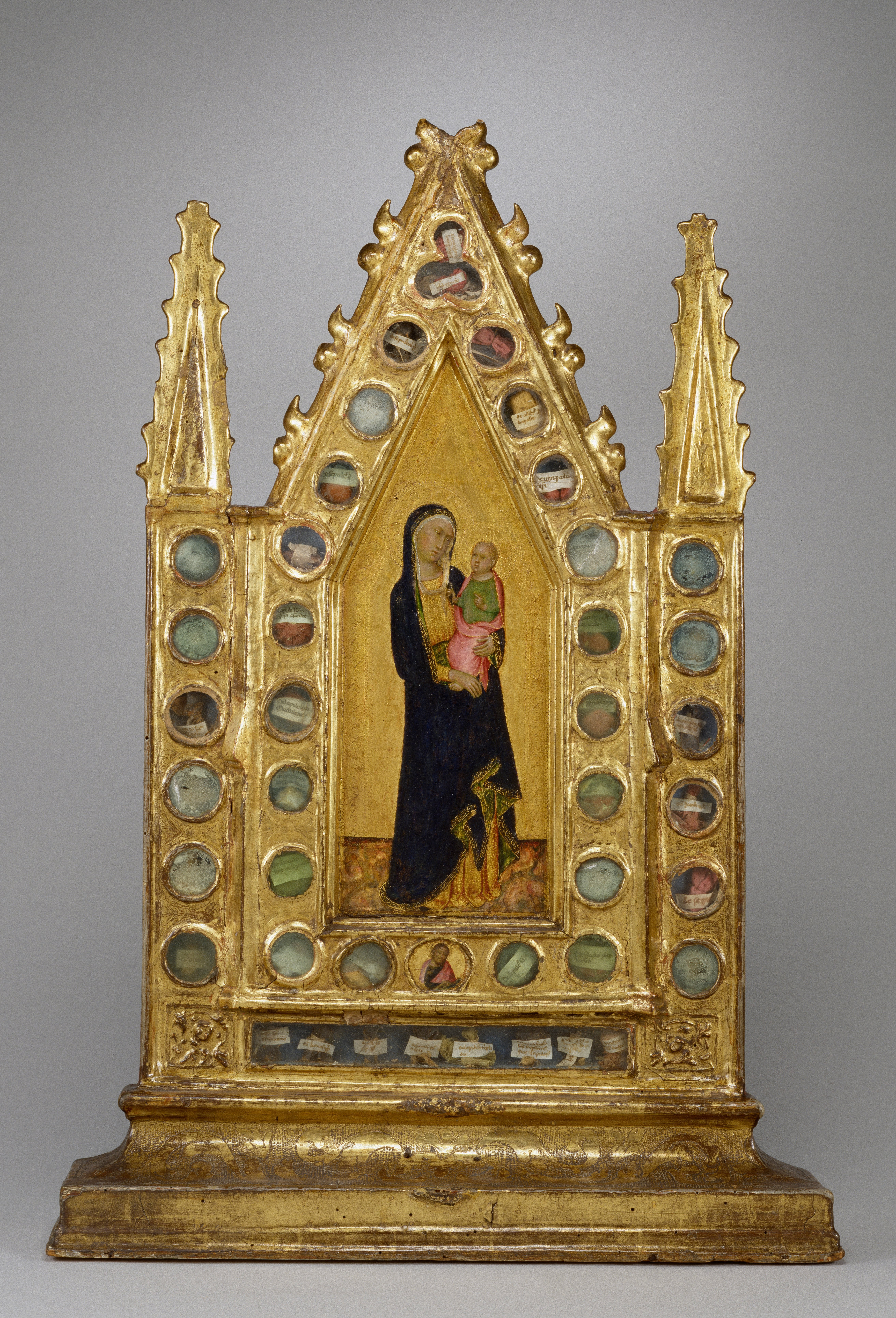
Мадонна с Младенцем. Ок. 1350. Табернакль-реликварий. Дерево, темпера, золочение, инкрустация.  Музей Уолтерса, Балтимор, США
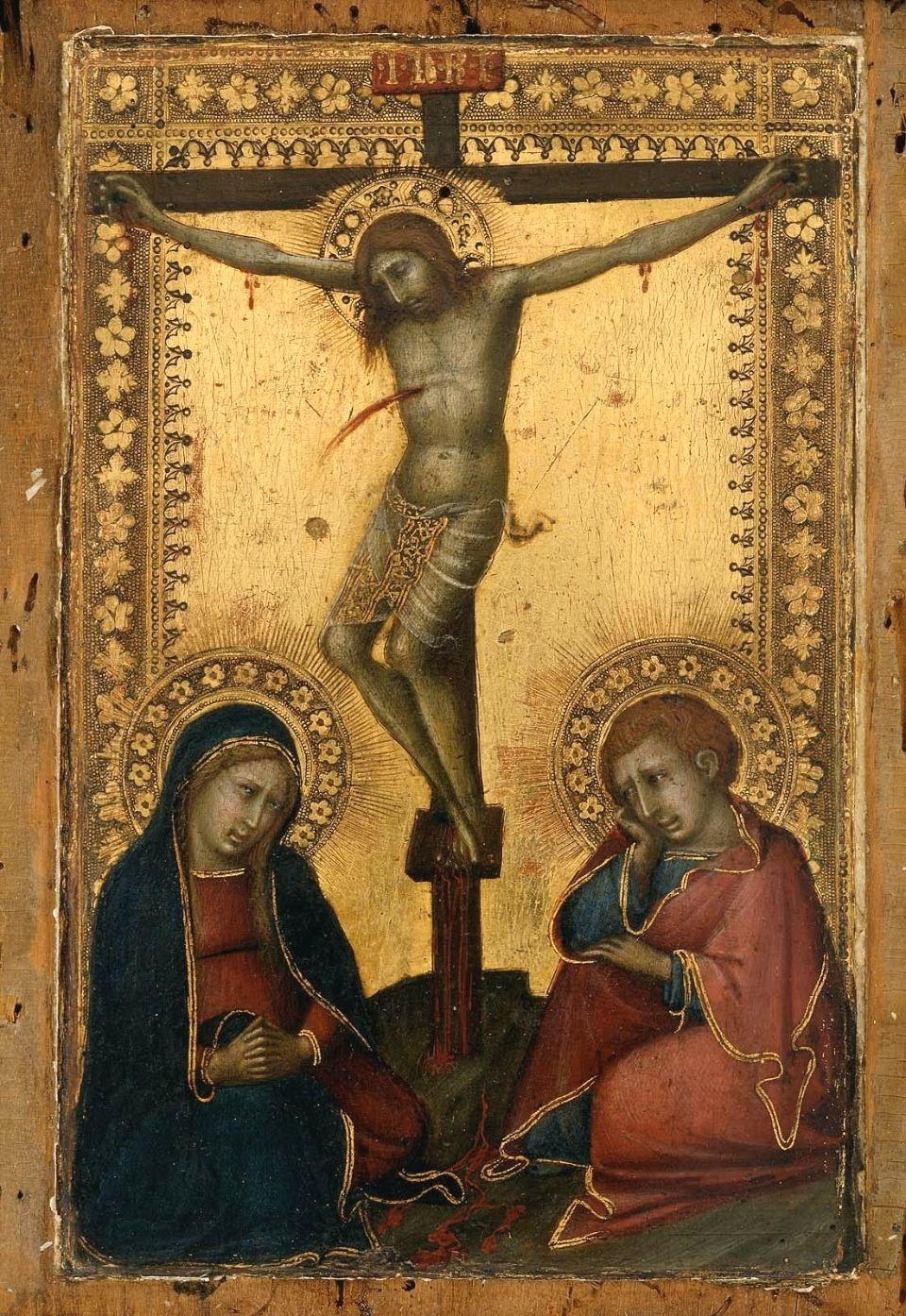
Распятие. Дерево, темпера, золочение. Музей изящных искусств, Бостон
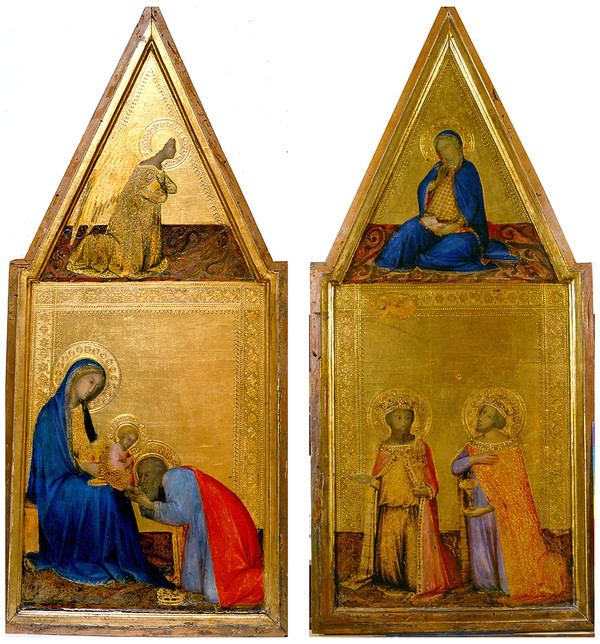
Диптих Благовещение/Поклонение волхвов. Музей изящных искусств, Тур
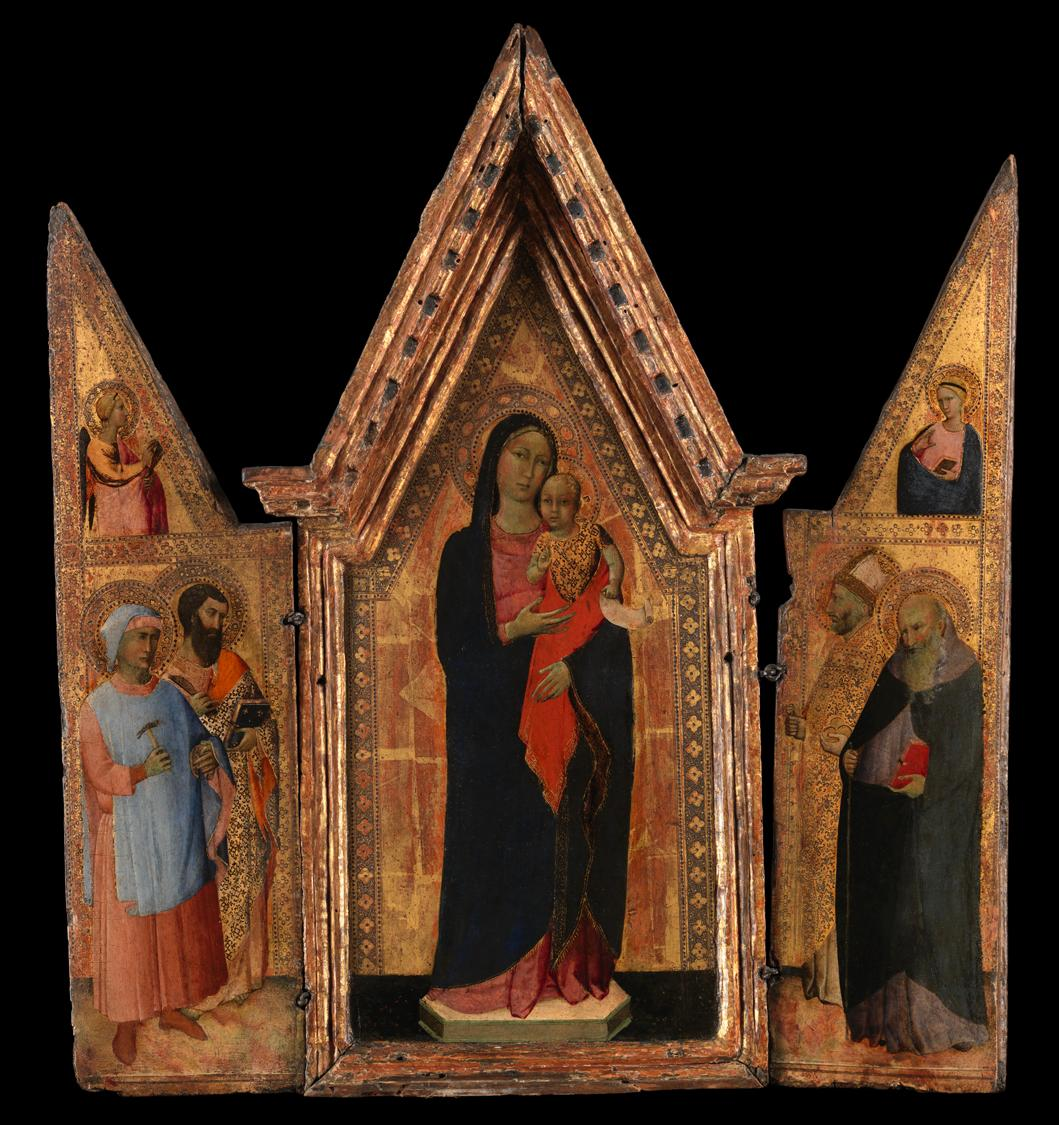
Триптих Мадонна с Младенцем и четырьмя святыми. Музей Крайслера, Норфолк
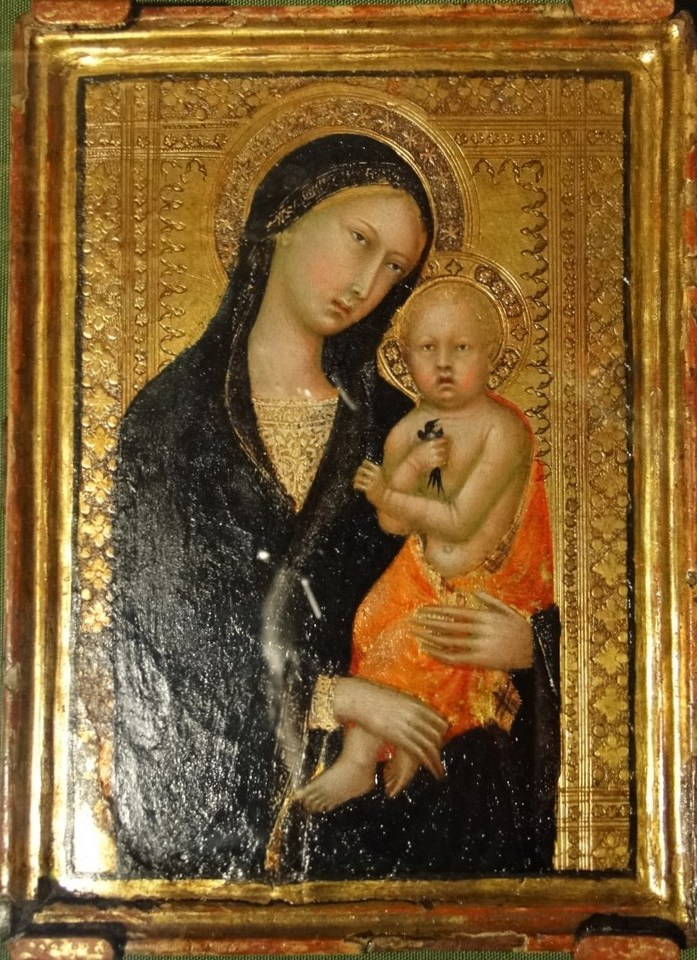
Мадонна с Младенцем. Дерево, масло. Музей Эшмола, Оксфорд
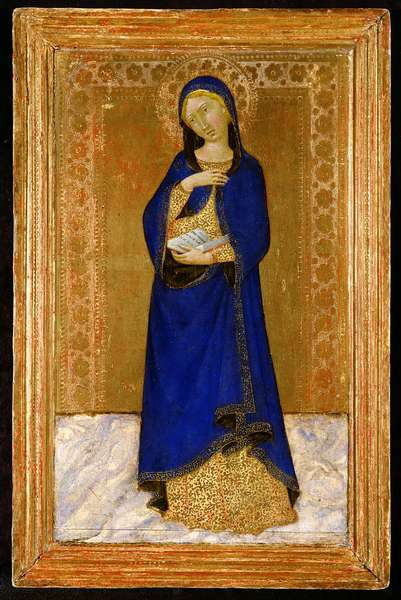
Дева Мария Аннунциата. Собрание Ноортман, Маастрихт